# 格里菲斯 (澳大利亞國會選區)
格里菲斯選區（英語：Division of Griffith），是澳大利亞昆士蘭州的國會眾議院選區，位於首府布里斯班南郊內陸地區。面積60平方公里。
當區1998年至2013年間的議員是工黨的陸克文，他曾任外交部長及總理。
選區始於1934年，名字是紀念昆士蘭州總督、《澳大利亞憲法》起草人薩繆爾·格里菲斯。